# 爱德华·利迪
爱德华·利迪（英語：Edward Liddie，1959年7月21日—），美国男子柔道运动员。他曾代表美国参加1984年夏季奥林匹克运动会柔道比赛，获得男子60公斤级铜牌。他也曾在泛美运动会上获得奖牌。